# Beth Orton
Elizabeth Caroline Orton, detta Beth (East Dereham, 14 dicembre 1970), è una cantautrice folk inglese.

## Biografia
Alle origini della sua carriera, il suo sound era caratterizzato da una significativa fusione tra folk e musica elettronica; tale commistione si è andata ridimensionando con la maturità, lasciando spazio a un suono più acustico e a uno stile compositivo più intimistico.
La sua popolarità - in particolare negli Stati Uniti - si è considerevolmente accresciuta in seguito all'utilizzo di molti suoi brani in celebri serials televisivi come Felicity, Streghe, Dawson's Creek e Grey's Anatomy, oltre che per il grande schermo come Vanilla Sky e Il divo.
Nel 2000 è stata insignita del Brit Award come Miglior artista femminile inglese.

## Discografia

### Album
- 1993 - Superpinkymandy
- 1996 - Trailer Park
- 1999 - Central Reservation
- 2002 - Daybreaker
- 2006 - Comfort of Strangers
- 2012 - Sugaring Season
- 2016 - Kidsticks
- 2022 - Weather Alive

### EP
- Best Bit (14 dicembre 1997) #36 UK
- Concrete Sky (15 luglio 2002)

### Singoli
- Don't Wanna Know 'Bout Evil (come Spill) 1992
- I Wish I Never Saw the Sunshine 1997
- She Cries Your Name - 26 settembre 1996 - #76 UK
- Touch Me with Your Love 1997 #60 UK
- Someone's Daughter - 24 marzo 1997 - #49 UK
- She Cries Your Name - 2 giugno 1997 (ripubblicazione) - #40 UK
- Stolen Car - 22 febbraio 1999 - #34 UK
- Central Reservation - 13 settembre 1999 - #37 UK
- Anywhere - 2002 - #55 UK
- Thinking About Tomorrow - 2003 - #57 UK
- Conceived 29 novembre 2005 - (Resa disponibile per il digital download il 30 gennaio 2006) #44 UK
- Shopping Trolley - 26 giugno 2006 - #87 UK

### Filmografia
- Southlander
- Leonard Cohen: I'm Your Man
- Streghe: 9 febbraio 2003 'San Francisco Dreamin' (5ª stagione, episodio 14)

## Riconoscimenti
- Brit Award come Miglior artista femminile inglese dell'anno 2000.[1]